# Alfred Lichtenstein
Alfred Lichtenstein (Berlin-Wilmersdorf, 23 agosto 1889 – Vermandovillers, 25 settembre 1914) è stato uno scrittore espressionista tedesco.

## Biografia
Figlio di un proprietario di fabbriche, Lichtenstein crebbe a Berlino, e frequentò il Luisenstädtische Gymnasium che terminò nel 1909 con la licenza liceale. Inizialmente studiò Giurisprudenza a Berlino, poi a Erlangen. Nel 1910 cominciò a pubblicare poesie. Inizialmente esse comparvero sulla rivista berlinese Der Sturm (La Tempesta), dal 1912 anche in Die Aktion (L'Azione). Nel 1913 pubblicò una raccolta di poesie dal titolo Die Dämmerung (Il crepuscolo), e nello stesso anno si laureò in giurisprudenza all'Università di Erlangen.
Nell'ottobre del 1913 come anno di volontariato (Einjährig-Freiwilliger) entrò nel 2º Reggimento di fanteria bavarese a Monaco. Dall'inizio della guerra nel 1914 prese parte alla prima guerra mondiale. Nelle sue poesie espresse la disperazione per l'esperienza della guerra e il suo presentimento della morte. Nella poesia Abschied (Addio) dice, ad esempio: «Forse in tredici giorni sarò morto». Cadde il 25 settembre 1914 presso Vermandovillers sul fronte occidentale.

## Opere
Lichtenstein scrisse liriche e prose intense e grottesche. Una famosa poesia di Lichtenstein è Il crepuscolo.
Nelle sue prose prese in giro sia alcuni conoscenti sia se stesso al modo di Alfred Jarry. Per questo creò figure di fantasia che per gli amici e i modelli assomigliavano a qualcosa di Georg Heym, Gottfried Benn e Jakob van Hoddis. Lichtenstein, per bocca di Kuno Kohn, una figura da lui creata e che dovrebbe rappresentare lui stesso, disse: